# Kostel svatého Jiljí (Horní Slatina)
Kostel svatého Jiljí se nachází ve východní části obce Horní Slatina nedaleko hřbitova. Kostel je farním kostelem římskokatolické farnosti Horní Slatina. Jde o jednolodní barokní stavbu s pozdně románským jádrem s oratoří z roku 1833 a věží. Kostel je chráněn jako kulturní památka České republiky.

## Historie
Kostel byl postaven snad v první polovině 13. století, byl románskou stavbou, která patří k nejstarším v regionu. V roce 1391 je poprvé zmiňována tzv. prebenda ve Slatině a v roce 1392 byl kostel zřejmě již farním. Později byl upraven v době před rokem 1717 a v roce 1833 byl rozšířen o oratoř se sakristií. Přibližně v polovině 19. století byla upravena věž u kostela. Na blízkém hřbitově byl v roce 1836 vztyčen kříž a kaplička z poloviny 19. století. V roce 1920 byl před kostelem postaven kamenný kříž.